# (4371) Fyodorov
(4371) Fyodorov est un astéroïde de la ceinture principale.

## Description
(4371) Fyodorov est un astéroïde de la ceinture principale. Il fut découvert le 10 avril 1983 à Nauchnyj par Lioudmila Tchernykh. Il présente une orbite caractérisée par un demi-grand axe de 2,42 UA, une excentricité de 0,19 et une inclinaison de 2,3° par rapport à l'écliptique.

## Compléments